# Sala do Futuro
A Sala do Futuro é um portal educacional pertencente à Secretaria da Educação do Estado de São Paulo (SEDUC-SP). Foi lançado como um programa em 16 de março de 2023, sendo disponibilizado no final de 2024 e substituindo o Centro de Mídias da Educação de São Paulo (CMSP) a partir de 2025.